# Paul Brizzel
John Paul Brizzel (ur. 3 października 1976 w Ballymenie) – irlandzki lekkoatleta, sprinter, olimpijczyk z Sydney i Aten.

## Przebieg kariery
Pierwszy start Brizzela miał miejsce w 1996 roku, podczas rozgrywanych w Lizbonie zawodów pierwszoligowego Pucharu Europy, na których udało mu się zająć 5. pozycję w rywalizacji sztafet 4 x 100 metrów. Rok później uczestniczył w mistrzostwach Europy do lat 23 w Turku, na których znalazł się w finale biegu na 200 m i ukończył go na 4. pozycji z czasem 20,99. W 1998 wystartował w mistrzostwach Europy seniorów, na których odpadł już w eliminacjach po zajęciu 7. pozycji w biegu na 200 m. W 1999 zadebiutował na mistrzostwach świata, w trakcie których uczestniczył w biegu na dystansie 200 metrów i ponownie odpadł w fazie eliminacyjnej po zajęciu 4. pozycji (z czasem 21,02).
W 2000 roku reprezentował swój kraj na letnich igrzyskach olimpijskich w Sydney. Irlandczyk startował w konkurencjach biegowych na 100 i 200 metrów, jak również w sztafecie 4 x 100 metrów. We wszystkich konkurencjach odpadł w fazie eliminacyjnej – w biegu na 100 metrów zajął 6. pozycję (z czasem 10,62), w biegu na 200 metrów 4. pozycję (czas 20,98), natomiast irlandzka sztafeta zajęła 4. pozycję (czas 39,26). W 2004 ponownie reprezentował Irlandię na letnich igrzyskach olimpijskich. W ramach olimpijskich zmagań w Atenach uczestniczył w konkurencji biegowej na 200 metrów, odpadając w eliminacjach po zajęciu 6. pozycji z rezultatem czasowym 21,00.
W swej karierze zdobył osiem złotych medali mistrzostw Irlandii, w tym dwa złote medale halowych mistrzostw.

## Osiągnięcia
| Rok     | Zawody                      | Miasto     | Miejsce | Konkurencja        | Wynik |
| ------- | --------------------------- | ---------- | ------- | ------------------ | ----- |
| 1997    | Mistrzostwa Europy U-23     | Turku      | 4.      | bieg na 200 m      | 20,99 |
| 1998    | Mistrzostwa Europy          | Budapeszt  | 7. H    | bieg na 200 m      | 21,25 |
| 1999    | Mistrzostwa świata          | Sewilla    | 4. H    | bieg na 200 m      | 21,02 |
| 2000    | Letnie igrzyska olimpijskie | Sydney     | 6. H    | bieg na 100 m      | 10,62 |
| 2000    | Letnie igrzyska olimpijskie | Sydney     | 4. H    | bieg na 200 m      | 20,98 |
| 2000    | Letnie igrzyska olimpijskie | Sydney     | 4. H    | sztafeta 4 x 100 m | 39,26 |
| 2002    | Mistrzostwa Europy          | Monachium  | 6. H    | bieg na 200 m      | 21,19 |
| 2003    | Halowe mistrzostwa świata   | Birmingham | 3. SF   | bieg na 200 m      | 20,96 |
| 2003    | Halowe mistrzostwa świata   | Birmingham | DNS     | sztafeta 4 x 400 m | N/A   |
| 2003    | Mistrzostwa świata          | Paryż      | 5. QF   | bieg na 200 m      | 20,56 |
| 2004    | Halowe mistrzostwa świata   | Budapeszt  | 2. H    | bieg na 200 m      | 21,12 |
| 2004    | Letnie igrzyska olimpijskie | Ateny      | 6. H    | bieg na 200 m      | 21,00 |
| 2005    | Halowe mistrzostwa Europy   | Madryt     | 3. H    | bieg na 200 m      | 21,27 |
| 2006    | Mistrzostwa Europy          | Göteborg   | 4. H    | bieg na 200 m      | 20,84 |
| Źródło: |                             |            |         |                    |       |

## Rekordy życiowe
- 100 m – 10,35 (20 czerwca 2000, Haapsalu)
- 200 m – 20,54 (18 marca 2000, Petersburg)
- sztafeta 4 x 100 m – 39,26 (29 września 2000, Sydney)

Rekordy halowe
- 60 m – 6,75 (15 lutego 2004, Belfast)
- 200 m – 20,75 (2 marca 2003, Birmingham)

Źródło: 